# 박성진 (1968년)
박성진(1968년 ~ )은 대한민국의 포항공과대학교 기계공학과 교수이다.

## 생애
1968년 부산광역시에서 태어났다. 해운대고등학교를 졸업한 뒤, 1986년 포항공과대학교 개교 첫해 기계공학과에 입학하였고, 제1회 수석으로 졸업하였다. 이어 기계공학과에서 석사, 박사 학위까지 취득하였다.
박사 취득 이후 대기업, 벤처 기업, 미국 미시시피 주립 대학교 연구교수를 거쳐 2009년 포항공대 기계공학과 교수단로 임명되었으며, 현재는 포항공대 산학처장을 겸임하고 있다. 2012년에는 창업 지원을 돕는 포스텍 기술지주를 설립해 대표이사를 맡았다. 국방과학연구소 등과 함께 중앙처리장치(CPU)나 LED의 열을 순식간에 식힐 수 있는 소재를 개발, 양산에 성공해 학계와 업계의 주목을 받았다.
2017년 8월 24일 문재인 정부의 중소벤처기업부 초대 장관 후보자로 지명되었다. 청와대는 "기계공학 분야에서 세계적으로 인정 받는 공학자"라면서 "20년전부터 대기업과 벤처기업에서 현장 경험을 쌓아온 학자이면서 포스텍 기술지주 대표이사로서 기술벤처 기업에 대한 투자와 지원사업을 해와서 새 정부의 초대 중소벤처기업부 장관으로서 적임자"라고 밝혔다. 2017년 9월 인사청문회에서 부적격 보고서를 채택했다. 창조과학회 활동, 부동산 다운계약서 탈세, 주식 무상 증여 등이 논란이 되자 2017년 9월 15일 자진해서 사퇴했다.

## 논란

### 한국창조과학회 이사
한국창조과학회 이사직을 역임하였으며, 청문회에서 지구의 나이가 6000년이라고 믿는다고 주장하였으며, 창조과학이 비과학이 아니라고 주장하였다.

### 반동성애 교수성명 참여
반동성애 교수성명에 참여하였다.

### 병역면탈 논란
전문연구요원 허위복무여부가 논란이다.

### 포항시 지원 업체로 선정 특혜 논란
박성진은 의도적으로 본인의 주식을 가진 사업을 포항시 지원 업체로 선정하는데에 특혜를 주었다는 것이 밝혀져 큰 논란이 되고 있다.